# فیل آفریقایی شمالی
فیل آفریقایی شمالی (نام علمی: Loxodonta africana pharaoensis) نام یک زیرگونه منقرض‌شده از گونه فیل بیشه آفریقایی است.